# جكلاكة

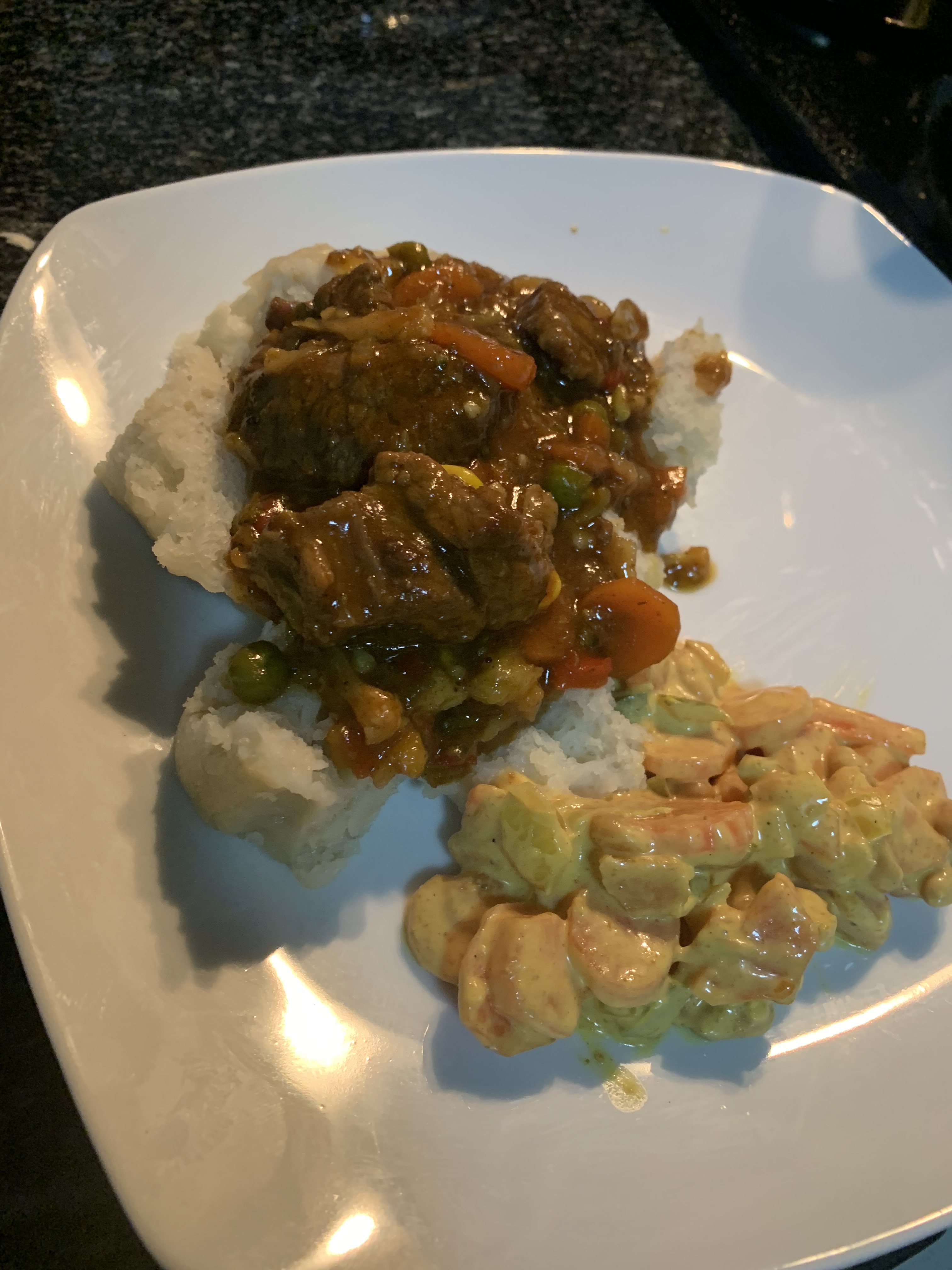
جكلاكة مقدمة مع يخنة

الجَكَلاكة أو الشَّكَلاكة هو طبق نباتي جنوب إفريقي يغلب أن يكون حارًّا ويقدم مع الخبز والسمب واليخنات أو الكاري. يقال إن الجكلاكة نشأت في بلدات جبل يوحنا أو في مناجم الذهب المحيطة بها، عندما ترك عمال المناجم الموزمبيقيون منتجاتهم المعلبة المطبوخة (الطماطم والفاصوليا) مع الفلفل الحار لإنتاج طعم برتغالي حار لمرافقة طعامة البَب. توجد العديد من ضروبٌ عديدة من الجكلاكة، حسب المنطقة والتقاليد العائلية. تتضمن بعض ضروبها الفاصولياء والملفوف والقرع العسلي. على سبيل المثال يمكن استخدام الفاصولياء المعلبة والطماطم المعلبة والبصل والثوم ومعجون الكاري لصنع الطبق.

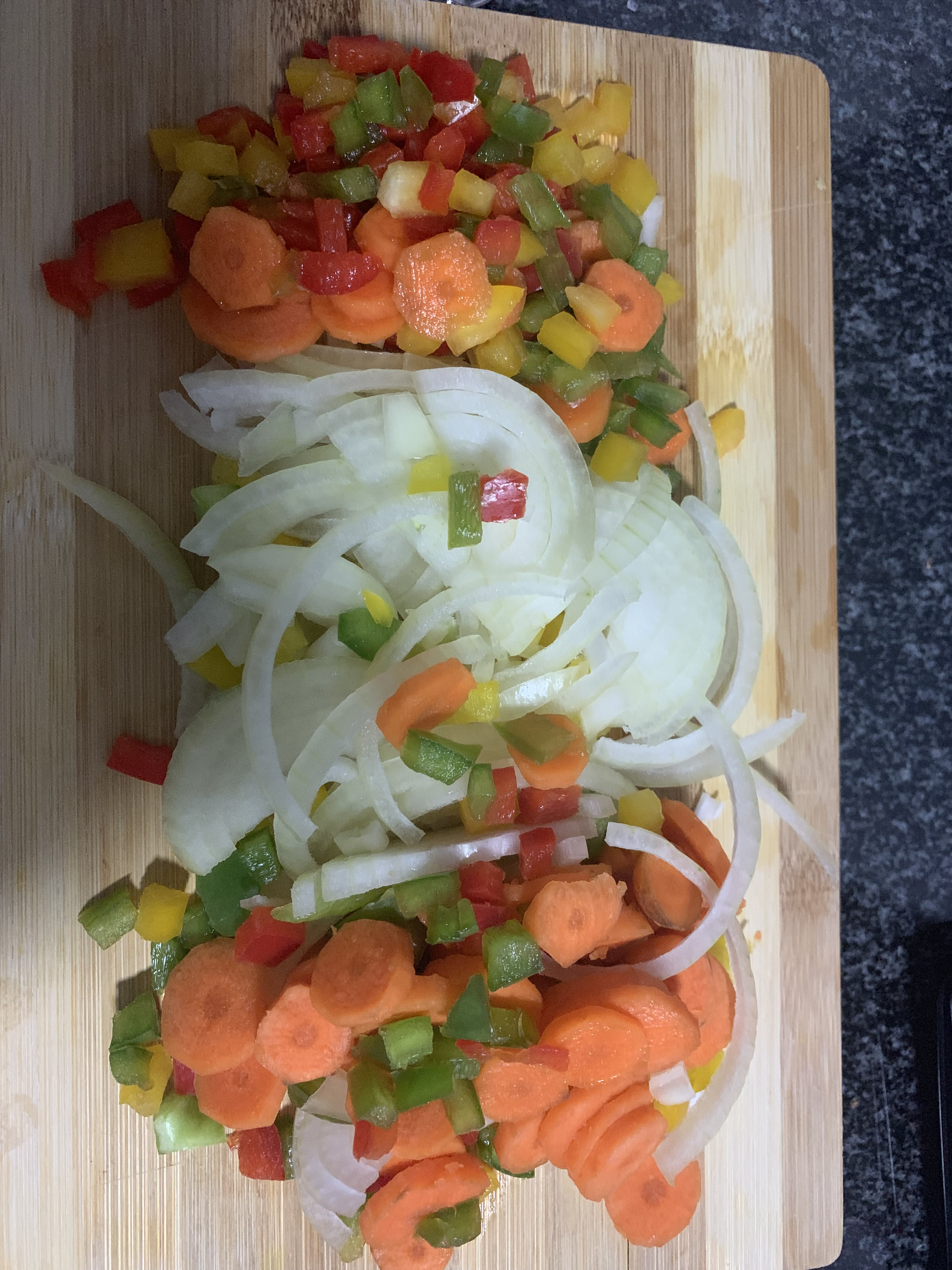
خضروات جكلاكة